# Montaut, Ariège

Montaut este o comună în departamentul Ariège din sudul Franței. În 1 ianuarie 2022 avea o populație de 694 de locuitori.